# Großmölsen
Grossmölsen est une commune allemande de l'arrondissement de Sömmerda, Land de Thuringe.

## Géographie
Großmölsen est traversé par la Gramme, dans le sud-est du Bassin de Thuringe.
|             | Udestedt   |           |
| Kleinmölsen | Großmölsen | Ollendorf |
|             | Erfurt     |           |

La LGV Erfurt - Leipzig traverse le territoire de la commune.

## Histoire
Großmölsen est mentionné pour la première fois en 775 ; le château-fort est la propriété des "Molinhusos". La jonction entre la Gramme et la Via Regia est probablement la raison de la construction du château.

## Personnalités liées à la commune
- Christian Ernst Endter (1693-1775), médecin.

## Source de la traduction
- (de) Cet article est partiellement ou en totalité issu de l’article de Wikipédia en allemand intitulé « Großmölsen » (voir la liste des auteurs).